# Вырбица
Вырбица (болг. Върбица) — город в Болгарии. Находится в Шуменской области, входит в общину Вырбица. Население составляет 3607 человек.
Варбица расположена на юго-востоке Дунайской низменности, у подножия восточных Балканских гор, по обоим берегам реки Герила. Этот район был заселен в древности фракийцами и римлянами, а славяне и булгары прибыли в раннее средневековье. Считается, что первый правитель Первого Болгарского царства Аспарух поселил северян в районе перевала Вырбица для его охраны в 7 веке. Перевал был местом битвы при Плиске 26 июля 811 года, во время которой болгарские войска Крума разгромили византийскую армию, убив и обезглавив византийского императора Никифора I.

## Политическая ситуация
Кмет (мэр) общины Вырбица — Исмаил Мехмед Мехмед (ДПС) по результатам выборов.